# Иерусалимские аллеи
Иерусалимские аллеи (пол. Aleje Jerozolimskie) — одна из главных улиц центра Варшавы. Она пересекает городской центр с запада на восток, соединяя западный район Воля с мостом через Вислу и районом Прага на другой стороне реки.

## История
Название улицы связано с небольшим посёлком, построенным в 1774 году Августом Сулковским для евреев Мазовии. Посёлок назывался «Новый Иерусалим», а дорога в Варшаву — «Иерусалимской аллеей» (в единственном числе, в отличие от современного названия во множественном). Вскоре после основания посёлок был упразднён, и большинство евреев поселились в черте города, однако название за улицей закрепилось. Именно на ней был построен первый вокзал в Варшаве (линии Варшава — Вена).
В конце XIX в. восточная часть Иерусалимских аллей стала одной из наиболее представительных и дорогих частей города. В начале XX века, особенно после восстановления независимости Польши в 1918 году, улица была продлена в западном направлении, а пригород Воля был включён в городскую черту.
Большинство домов на улице, включая памятники модерна, были уничтожены после Варшавского восстания.

## Современное состояние
В начале улицы находится один из крупнейших музеев Польши — Национальный музей в Варшаве.
Над северной стороной улицы доминируют построенные после войны Дворец культуры и науки и вокзал Варшава-Центральная, а также появившиеся в 1990-е—2000-е годы новые небоскрёбы. Немногочисленные образцы довоенной архитектуры выходят на южную сторону улицы.

## Галерея
- Перекрёсток Иерусалимских аллей и Маршалковской улицы
- Искусственная пальма работы Иоанны Райковской перед банком BGK на рондо де Голля
- Комплекс зданий Национального музея
- Мост Понятовского через Вислу